# Club Deportivo Colonia
Maillots
Le Club Deportivo Colonia est un club de football uruguayen basé à Juan Lacaze (ville proche de Colonia del Sacramento).

## Historique
- 10 octobre 1999 : fondation du club